# 羅華袞
羅華袞（？—？），字纫兰，號浮玉，河南汝宁府信阳州羅山縣人。

## 生平
万历三十四年（1606年）丙午科河南乡试举人，四十七年（1619年）联捷己未科進士，居乡孝友素著，置义田赡给宗族，又喜为令长言邑中利病。初令曲江，丁内艰，天啓三年（1623年）补青阳县，四年（1624年）调武进知县。吏治精敏，清粮弊，理冤狱，兴除诸水利害，德政甚多。尤有人伦鉴诸，所识拔士辄为名人巨官。与常州知府曾樱、推官吴麟瑞合称“毗陵三贤”。六年擢南吏部验封司主事，崇祯三年（1630年）晋郎中，六年迁山东右参政，改辽饷道，俱有建树。五十余岁卒，开封知府毗陵薛寀志其墓，称之为恩师。

## 家族
曾祖羅孟良。祖父羅伯香。父罗绅，赠曲江县知县，又赠承德郎南京吏部主事。嫡母尚氏，赠孺人，又赠安人。生母张氏，赠安人。妻陶氏，赠安人。继妻张氏，知府张道孙女，封安人，华衮告病归，卒于开封，张闻讣，慟毁不欲生，数日不食，卧病半载，忽涕泣自决曰：与我死而罗绝，何如立后以存罗，死易生难，吾宁为其难者。遂告藩臬守令，择立族侄罗经为嗣子，甫七岁，抚之以严为慈，成童游泮时丁大乱，城陷家残，母子远避于外者凡八年，饥寒困苦，人所不堪，而张处之怡然。顺治四年（1647年），始返故园，烬余一小楼，纺织其上，又十年乃卒。平生好礼寡言，忧喜不形于色，计孀居二十三年如一日，邑人无不叹服。